# Tusse
Tousin Michael Chiza, znan kot Tusse, kongovsko-švedski pevec, * 1. januar 2002
Tusse je predstavljal Švedsko na Pesmi Evrovizije 2021.

## Življenje in kariera
Tusse se je rodil v Demokratični republiki Kongo. Ko je bil star pet let, je moral pobegniti iz svoje države. Tri leta je preživel s svojo teto v Ugandi v begunskem taborišču. Kasneje se je zatekel na Švedsko. Kot pevec je sodeloval v švedski oddaji talentov Talang 2018, v tekmovanju se je prebil do polfinala. Tusse je bil finalist švedskega Idola 2019.
Tusse se je udeležil Melodifestivalen 2021 s pesmijo »Voices«. S to pesmijo se je prebil neposredno v finale 13. marca 2021 v katerem je tudi na koncu zmagal s 175 točkami. Tusse je z zmago na Melodifestivalen pridobil vstopnico za nastop na Pesmi Evrovizije 2021.Nastopil je v prvem polfinalu iz katerega se je prebil v finale v katerem je zasedel 14. mesto s 109 točkami (63 točk telefonskega glasovanja).

## Diskografija
| Naslov               | Leto | Najvišji položaji grafikona | Najvišji položaji grafikona | Najvišji položaji grafikona | Najvišji položaji grafikona | Najvišji položaji grafikona |
| Naslov               | Leto | ŠVE                         | IRS                         | NIZ                         | NOR                         | Združeno kraljestvo         |
| -------------------- | ---- | --------------------------- | --------------------------- | --------------------------- | --------------------------- | --------------------------- |
| How Will I Know      | 2019 | -                           | -                           | -                           | -                           | -                           |
| Rain                 | 2019 | 63                          | -                           | -                           | -                           | -                           |
| Innan du går         | 2020 | -                           | -                           | -                           | -                           | -                           |
| Jag tror på sommaren | 2020 | -                           | -                           | -                           | -                           | -                           |
| Crash                | 2020 | -                           | -                           | -                           | -                           | -                           |
| Voices               | 2021 | 1.                          | 99                          | 56                          | 11.                         | 31.                         |